# АЕ Пафос
AE Пафос (на гръцки: Αθλητική Ένωση Πάφος) е кипърски футболен клуб от град Пафос. Отборът е създаден през 2000 г. след сливането на двата клуба от Пафос, АПОП и Евагорас.

## История
АПОП (създаден 1953 г.) и Евагорас (създаден 1961 г.) са два отбора от Пафос, играещи в Кипърска първа дивизия. За разлика от другите областни градове, по това време в продължение на години Пафос няма силен и постоянен отбор в елитната дивизия. Поради тази причина през 2000 г. двата отбора се сливат под името АЕ Пафос – име, избрано от жителите на едноименния град. Отборът се задържа в първа дивизия до 2005 г., когато изпада. Сега отборът играе във втора дивизия. Най-значителния успех на клуба е през април 2006 г., когато се класира за първи път за полуфиналите за купата на Кипър, като елиминира Олимпиакос Никозия. През същия сезон АЕ Пафос печели втора дивизия и се връща обратно в първа, но след много лош сезон отново изпада. Клубът не оправдава очакванията и мечтите на жителите на Пафос да имат по-добър и достоен отбор с постоянно участие в първа дивизия. На 9 юни 2014 г. тимът е обединен с ФК АЕК Куклия. Новият отбор се казва ФК Пафос и заема мястото на АЕК Куклия в професионалния футбол.

## Успехи
- Кипърска Втора Дивизия: 2

2006, 2008